# Campionati europei di atletica leggera indoor 1971
I II campionati europei di atletica leggera indoor si sono svolti a Sofia, in Bulgaria, presso il Festivalna Hall, dal 13 al 14 marzo 1971. 

## Risultati

### Uomini
| Specialità | Oro                                                                                         | Prestazione | Argento                                                                              | Prestazione | Bronzo                                                                           | Prestazione |
| Corse piane |                                                                                             |             |                                                                                      |             |                                                                                  |             |
| 60 metri | Valeriy Borzov                                                                              | 6"6         | Jobst Hirscht                                                                        | 6"7         | Manfred Kokot                                                                    | 6"8         |
| 400 metri | Andrzej Badeński                                                                            | 46"8        | Boris Savchuk                                                                        | 47"4        | Aleksandr Bratchikov                                                             | 47"6        |
| 800 metri | Jevhen Aržanov                                                                              | 1'48"7      | Phil Lewis                                                                           | 1'50"5      | Andrzej Kupczyk                                                                  | 1'50"5      |
| 1.500 metri | Henryk Szordykowski                                                                         | 3'41"4      | Vladimir Panteley                                                                    | 3'41"5      | Gianni Del Buono                                                                 | 3'42"1      |
| 3.000 metri | Peter Stewart                                                                               | 7'53"6      | Wilfried Scholz                                                                      | 7'54"4      | Yuriy Aleksashin                                                                 | 8'01"2      |
| Corse a ostacoli |                                                                                             |             |                                                                                      |             |                                                                                  |             |
| 60 metri ostacoli | Eckart Berkes                                                                               | 7"8         | Aleksandr Demus                                                                      | 7"9         | Sergio Liani                                                                     | 7"9         |
| Staffette |                                                                                             |             |                                                                                      |             |                                                                                  |             |
| Staffetta 4×400 metri | Polonia Waldemar Korycki Jan Werner Andrzej Badeński Jan Balachowski                        | 3'11"1      | Unione Sovietica Aleksandr Bratchikov Semyon Kocher Boris Savchuk Yevgeniy Borisenko | 3'11"9      | Bulgaria Krestyu Christov Alexander Yanev Alexander Popov Yordan Todorov         | 3'15"6      |
| Staffetta 4×800 metri | Unione Sovietica Valeriy Taratynov Stanislav Meshcherskich Alexey Taranov Viktor Semyashkin | 7'17"8      | Polonia Krzysztof Linkowski Zenon Szordykowski Michał Skowronek Kazimierz Wardak     | 7'19"2      | Germania Ovest Paul-Heinz Wellmann Godehard Brysch Dieter Friedrich Bernd Eppler | 7'25"0      |
| Salti |                                                                                             |             |                                                                                      |             |                                                                                  |             |
| Salto con l'asta | Wolfgang Nordwig                                                                            | 5,40 m      | Kjell Isaksson                                                                       | 5,35 m      | Yuriy Isakov                                                                     | 5,30 m      |
| Salto in alto | István Major                                                                                | 2,17 m      | Jüri Tarmak                                                                          | 2,17 m      | Endre Kelemen                                                                    | 2,17 m      |
| Salto in lungo | Hans Baumgartner                                                                            | 8,12 m      | Igor' Ter-Ovanesjan                                                                  | 7,91 m      | Vasile Sarucan                                                                   | 7,88 m      |
| Salto triplo | Viktor Saneev                                                                               | 16,83 m     | Carol Corbu                                                                          | 16,83 m     | Gennadiy Savlevich                                                               | 16,24 m     |
| Lanci |                                                                                             |             |                                                                                      |             |                                                                                  |             |
| Getto del peso | Hartmut Briesenick                                                                          | 20,19 m     | Valerij Vojkin                                                                       | 19,54 m     | Ricky Bruch                                                                      | 19,50 m     |
| record mondiale; record mondiale stagionale; record europeo; record europeo stagionale; record dei campionati; record nazionale; record personale; record personale stagionale. |                                                                                             |             |                                                                                      |             |                                                                                  |             |

### Donne
| Specialità | Oro                                                                                           | Prestazione | Argento                                                                                   | Prestazione | Bronzo                                                                         | Prestazione |
| Corse piane |                                                                                               |             |                                                                                           |             |                                                                                |             |
| 60 metri | Renate Stecher                                                                                | 7"3         | Sylviane Telliez                                                                          | 7"4         | Annegret Irrgang                                                               | 7"4         |
| 400 metri | Vera Popkova                                                                                  | 53"7        | Inge Bödding                                                                              | 54"3        | Maria Sykora                                                                   | 54"4        |
| 800 metri | Hildegard Falck                                                                               | 2'06"1      | Ileana Silai                                                                              | 2'06"5      | Rosemary Stirling                                                              | 2'06"6      |
| 1.500 metri | Margaret Beacham                                                                              | 4'17"2      | Ljudmila Bragina                                                                          | 4'17"8      | Tamara Pangelova                                                               | 4'18"1      |
| Corse a ostacoli |                                                                                               |             |                                                                                           |             |                                                                                |             |
| 60 metri ostacoli | Karin Balzer                                                                                  | 8"1         | Annelie Ehrhardt                                                                          | 8"1         | Teresa Sukniewicz                                                              | 8"3         |
| Staffette |                                                                                               |             |                                                                                           |             |                                                                                |             |
| Staffetta 4×200 metri | Unione Sovietica Marina Nikiforova Tatyana Kondrasheva Lyudmila Aksyonova Natal'ja Čistjakova | 1'37"1      | Germania Ovest Annelie Wilden Elfgard Schittenhelm Annegret Kroniger Christine Tackenberg | 1'38"0      | Bulgaria Ivanka Venkova Ivanka Koshnicharska Sofka Kazandzhieva Monka Bobcheva | 1'39"7      |
| Staffetta 4×400 metri | Unione Sovietica Lyubov Finogenova Galina Kamardina Vera Popkova Lyudmila Aksyonova           | 3'36"6      | Germania Ovest Gisela Ahlemeyer Gisela Ellenberger Annette Ruckes Christa Czekay          | 3'39"6      | Bulgaria Svetla Slateva Stefka Yordanova Dshena Bineva Tonka Petrova           | 3'47"8      |
| Salti |                                                                                               |             |                                                                                           |             |                                                                                |             |
| Salto in alto | Milada Karbanová                                                                              | 1,80 m      | Vera Gavrilova                                                                            | 1,80 m      | Cornelia Popescu                                                               | 1,78 m      |
| Salto in lungo | Heide Rosendahl                                                                               | 6,64 m      | Irena Szewińska                                                                           | 6,56 m      | Viorica Viscopoleanu                                                           | 6,53 m      |
| Lanci |                                                                                               |             |                                                                                           |             |                                                                                |             |
| Getto del peso | Nadežda Čižova                                                                                | 19,70 m     | Margitta Gummel                                                                           | 19,50 m     | Antonina Ivanova                                                               | 18,69 m     |
| record mondiale; record mondiale stagionale; record europeo; record europeo stagionale; record dei campionati; record nazionale; record personale; record personale stagionale. |                                                                                               |             |                                                                                           |             |                                                                                |             |

## Medagliere
Legenda
     Paese ospitante
| Posizione | Paese            | Oro | Argento | Bronzo | Totale |
| --------- | ---------------- | --- | ------- | ------ | ------ |
| 1         | Unione Sovietica | 8   | 9       | 6      | 23     |
| 2         | Germania Ovest   | 4   | 4       | 2      | 10     |
| 3         | Germania Est     | 4   | 3       | 1      | 8      |
| 4         | Polonia          | 3   | 2       | 2      | 7      |
| 5         | Regno Unito      | 2   | 1       | 1      | 4      |
| 6         | Ungheria         | 1   | 0       | 1      | 2      |
| 7         | Cecoslovacchia   | 1   | 0       | 0      | 1      |
| 8         | Romania          | 0   | 2       | 3      | 5      |
| 9         | Svezia           | 0   | 1       | 1      | 2      |
| 10        | Francia          | 0   | 1       | 0      | 1      |
| 11        | Bulgaria         | 0   | 0       | 3      | 3      |
| 12        | Italia           | 0   | 0       | 2      | 2      |
| 13        | Austria          | 0   | 0       | 1      | 1      |
| Totale    | Totale           | 23  | 23      | 23     | 69     |